# Perfect Symmetry
Perfect Symmetry (с англ. - Идеальная симметрия) — третий студийный альбом британской рок-группы Keane, выпущен 13 октября 2008 года в Великобритании и ряде других стран. С 19 по 26 октября альбом был на первом месте в The UK Top 40 Albums на BBC Radio 1.

## Об альбоме

### История создания
Ещё в марте 2007 года во время интервью Чаплин и Хьюз говорили о желании добавить в третий альбом больше органной музыки. Кавер-версия песни The Cult «She Sells Sanctuary» стала первой студийной записью группы с применением гитары со времени «Wolf at the Door» (2001).
Эта работа стала первой для Джесси Куина, исполнившего на альбоме партии бас-гитары, бэк-вокала и перкуссии, а также гитарную партию в композиции «Black Burning Heart» (начиная с этого альбома, группа вернулась к использованию гитар). В дальнейшем это сотрудничество сделает его полноценным официальным участником группы (в начале 2011 года).

### Звучание
В целом пластинка кардинально отличается по звучанию от предыдущих студийных работ коллектива Hopes and Fears (2004) и Under the Iron Sea (2006), в которых трио работало в рамках пиано-рока. Добавив в свой инструментальный ассортимент гитару и значительно увеличив роль синтезаторов, группа в итоге создала своеобразный трибьют поп-музыке 80-х, когда были популярны такие направления, как новая волна и синтипоп. В песне «Better Than This»  прослеживается влияние «Ashes to Ashes» Дэвида Боуи.
Из прочих инструментов, которые можно услышать на альбоме: саксофон («Pretend That You’re Alone»), виолончель, скрипка и музыкальная пила («Love Is the End»).

### Критика
Несмотря на в целом положительную оценку со стороны поклонников и меломанов, критики оказались менее благосклонны к изменению стиля коллектива, обвиняя музыкантов в том, что их музыка потеряла глубину, которая присутствовала в предыдущих альбомах.

## Список композиций
| №                   | Название                       | Длительность |
| ------------------- | ------------------------------ | ------------ |
| 1.                  | «Spiralling»                   | 4:19         |
| 2.                  | «The Lovers Are Losing»        | 5:04         |
| 3.                  | «Better Than This»             | 4:04         |
| 4.                  | «You Haven't Told Me Anything» | 3:47         |
| 5.                  | «Perfect Symmetry»             | 5:12         |
| 6.                  | «You Don't See Me»             | 4:03         |
| 7.                  | «Again and Again»              | 3:50         |
| 8.                  | «Playing Along»                | 5:35         |
| 9.                  | «Pretend That You're Alone»    | 3:47         |
| 10.                 | «Black Burning Heart»          | 5:23         |
| 11.                 | «Love Is the End»              | 5:40         |
| Общая длительность: | Общая длительность:            | 50:40        |

Бонусные треки на версии с iTunes
| №   | Название     | Длительность |
| --- | ------------ | ------------ |
| 12. | «My Shadow»  | 4:47         |
| 13. | «Time to Go» | 3:50         |

## Бонус-DVD
1. Making of Perfect Symmetry documentary (Как создавался новый альбом)
2. Track by track commentary (Комментарии к трекам)
3. «Spiralling» (Репетиция живого выступления)
4. «Spiralling» (Demo)
5. «The Lovers Are Losing» (Demo)
6. «Better Than This» (Demo)
7. «You Haven’t Told Me Anything» (Demo)
8. «Perfect Symmetry» (Demo)
9. «You Don’t See Me» (Demo)
10. «Again and Again» (Demo)
11. «Playing Along» (Demo)
12. «Pretend That You’re Alone» (Demo)
13. «Black Burning Heart» (Demo)
14. «Love Is the End» (Demo)